# Asparus bicolor
Asparus bicolor là một loài bướm đêm thuộc phân họ Arctiinae, họ Erebidae.